# Francouzský protestantský svaz
Francouzský protestantský svaz (francouzsky Fédération protestante de France) je svaz nejvýznamnějších protestantských církví ve Francii: luteránů, reformistů, evangelikánů a členů letniční hnutí. Svaz vznikl v roce 1905 krátce před vyhlášením zákona o odluce církve od státu. Jeho sídlo je v Paříži.

## Členství
Ve svazu je zastoupeno 28 církví, které představují přes 500 sdružení, institucí a hnutí. Členské církve měly dle údajů z roku 2008 celkem zhruba 1400 farností se 1650 pastory (z toho 200 žen) a asi 800 000 členů. Jedná se zhruba o 2,1 % populace Francie.
Členy svazu jsou:
- Armáda spásy (36 sborů)
- Union d'Assemblées de Dieu membre de la Fédération Protestante de France (25 obcí, 2000 členů)
- Communauté des Églises d'expressions africaines en France (48 sborů)
- Communion des Églises de l'espace francophone (30 obcí)
- Communion d'Églises protestantes évangéliques (asi 10 sborů)
- Apoštolská církev (24 sborů, 2000 členů)
- Église de Dieu de France (20 obcí, 710 členů)
- Église de Pentecôte de France (23 obcí, 1670 členů)
- Église protestante malgache en France (34 obcí)
- Église protestante unie de France (340.000 členů)
- Fédération des Églises coréennes en France (11 církví, 1110 členů)
- Fédération des Églises évangéliques baptistes de France (114 obcí, 6250 členů)
- Mission évangélique des Tziganes de France (Vie et Lumière) (114 sborů, 100.000 členů)
- Mission populaire évangélique de France (17 sborů)
- Union d'assemblées protestantes en mission (UAPM) (30 církví)
- Union des Églises évangéliques arméniennes de France
- Union des Églises évangéliques Elim de France
- Union des Églises évangéliques libres (56 obcí, 2500 členů)
- Union de l'Église évangélique méthodiste de France (21 církví, 1400 členů)
- Union des Églises évangéliques de Réveil (11 obcí, 1600 členů)
- Union des Églises protestantes d'Alsace et de Lorraine (290 obcí, 260.000 členů)
- Union des Églises protestantes évangéliques Horizon (4 církve)
- Union des Églises protestantes foursquare France (7 sborů)
- Union des Églises évangéliques du Nazaréen (5 sborů, 300 členů)
- Union des Fédérations adventistes de France (123 sborů)
- Union des Églises pentecôtisantes indépendantes (19 sborů)
- Union nationale des Églises protestantes réformées évangéliques de France (37 obcí, 13.000 členů)

## Poslání
Hlavním úkolem federace je posilovat smysl pro sounáležitost a spolupráci mezi jednotlivými církvemi a církevními institucemi a koordinovat společné akce, včetně ekumenismu, s neprotestantskými křesťanskými církvemi.